# Кондуйский городок

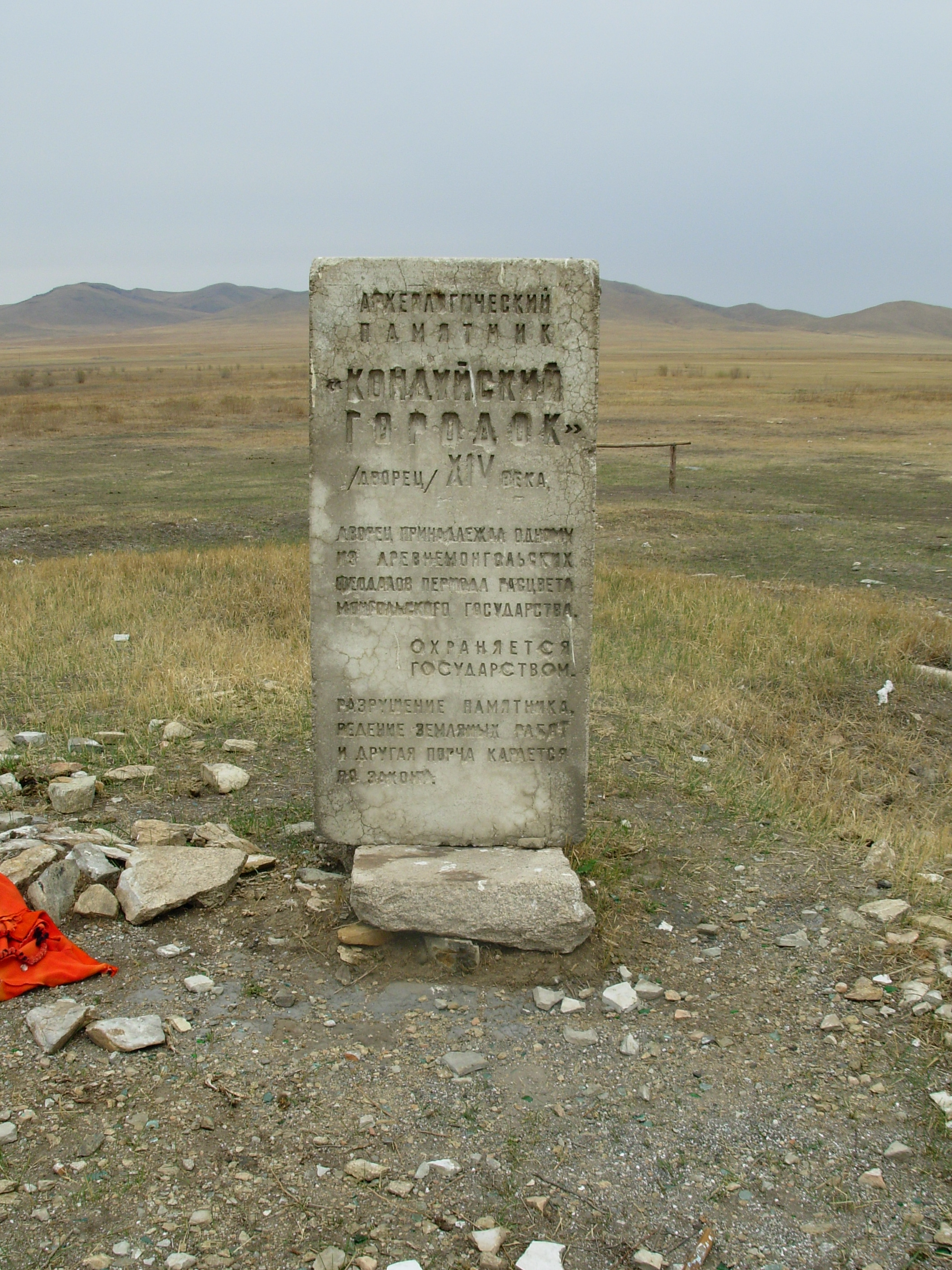
Кондуйский городок

Кондуйское городище (также Кондуйский дворец) — поселение времён Монгольской империи, памятник археологии республиканского значения (Постановление СМ РСФСР № 1327 от 30.8.1960).
Располагается в Борзинском районе Забайкальского края, в 89 км от города Борзя, в 62 км к западу от Хирхиринского городища, в 9 км от села Кондуй, в долине между рек Кондуй и Барун-Кондуй (притоками реки Урулюнгуй).
Относится к XIV веку. Резиденция монгольского феодала.

## История изучения
Первый план древних строений был выполнен П. К. Фроловым в 1798 году.
В 1835 развалины осмотрел Василий Паршин.
В. Паршин, побывавший так описывает свои впечатления:
Развалины сии открыты в 1803–1804 годах, были разрываемы, и найденный в них камень с надписью был отправлен заводским начальством в Санкт-Петербург. Строение было каменное, и часть кирпича от него жители Кондуйской слободы догадались употребить на возведение строившейся в то время у них церкви. Эти древние остатки запросто вложены у них в стены храма, и даже, говорят, вставлены в одном месте (вероятно для украшения) два каменных дракона. На месте развалин ещё сохранились обломки каменных драконов
В 1840-х годах два каменных изваяния (дракона) были отправлены в Санкт-Петербург. Ещё одно изваяние передано казаком А. Эповым в Нерчинский музей.
В 1867 году о Кондуйском городке сообщал горный инженер А. И. Павлуцкий. В 1889 году изучением Кондуйского городка занимался А. К. Кузнецов.
В 1957-58 годах под руководством С. В. Киселева проводилось планомерное изучение Кондуйского городка. Раскопом площадью 2,5 тыс. м2 вскрыта центральная часть — остатки дворцового комплекса (воротное здание, дворец, парковая зона), построенного в китайском стиле.
В 1979-84 годах изучением занимался Н. П. Крадин.
В 2002 году А. Р. Артемьевым выполнена подробная топографическая съемка.

## Архитектура дворца

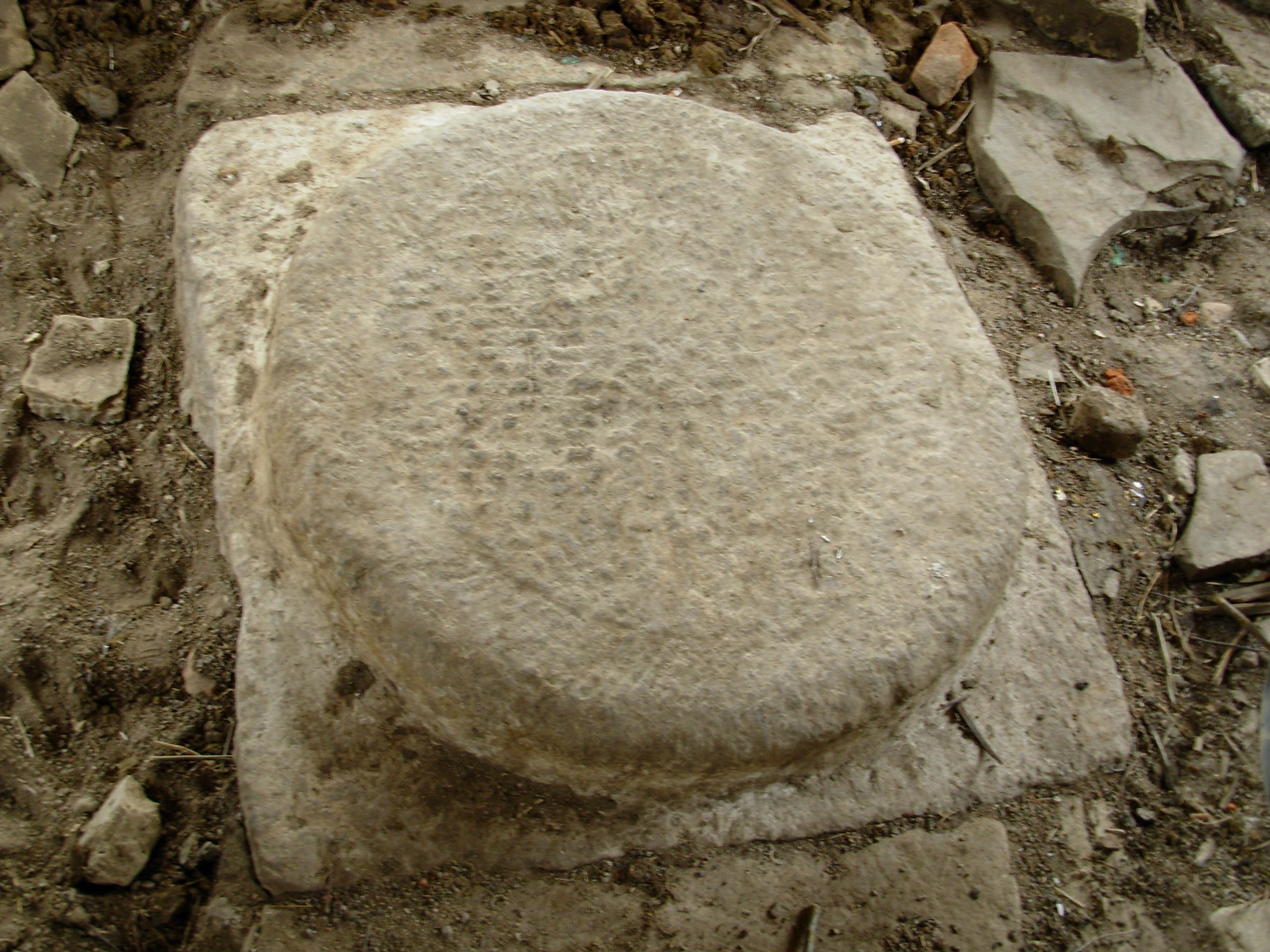
Базы колонн

Главное здание дворца стояло на высокой двухметровой платформе, имевшей два уровня террас, выложенных кирпичами размером 30 х 30 см. Террасы украшали деревянные, покрытые красным лаком балюстрады. Деревянные столбики балюстрады крепились в опорных гранитных плитах. Конструкцию балюстрады нижней террасы украшали вмонтированные в неё с интервалом 2 м гранитные изваяния драконов (обнаружен 31 экземпляр). Углы террасы украшали изваяния другого типа — в виде передней части драконо-черепаховидного чудовища, покрытого пластинками панциря. С разных сторон к дворцу вели выстланные кирпичом пандусы, состоявшие из 2 маршей.
Дворец представлял собой здание крестообразной формы. Из бутового камня и кирпича была построена стена высотой предположительно 1,5-2 м. Верх её части образовывали деревянные щиты с окнами. Каменные базы служили основаниями для деревянных колонн, которые подпирали перекрытия кровли (часть колонн была вмонтирована в стены). Дворец состоял из 3 залов общей площадью около 500 м2. Внутри залов с интервалом в 2,5 м располагались базы с колоннами, обернутые материей и покрытые красным лаком. Стены дворца украшали фрески.
Сложная по конструкции крыша дворца была покрыта черепицей. Для расцветки наиболее значимых мест использовалась поливная черепица большей частью зелёного, реже жёлтого и красного цветов. Выявлено большое количество обломков отливов и концевых дисков, украшенных изображением золотистых драконов, облаков, рельефными растительными элементами. Коньки кровель по обеим сторонам были украшены головами драконов с крыльями. По углам кровлю украшали человеческие фигуры в буддистском одеянии, фениксы и химеры. Часть архитектурной коллекции С. В. Киселев передал в ЧОКМ, одно из каменных изваяний драконов — в ЧГПИ.

## История

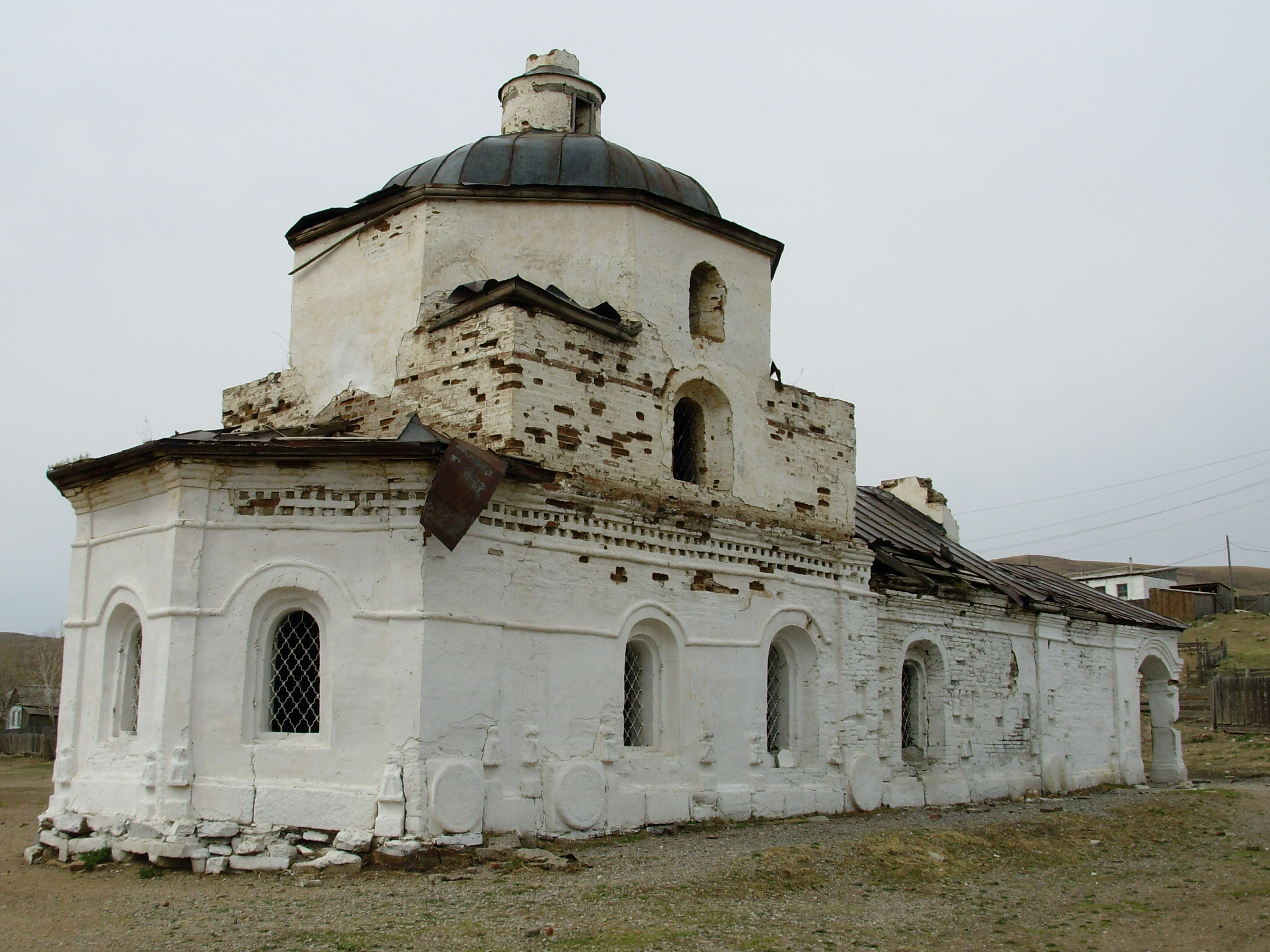
Кондуйская церковь

Вероятно, Кондуйский дворец был сооружен для тела Чингисхана, в котором он находился 11 месяцев, пока не были выполнены работы по устройству подземной пещеры для упокоения полководца. В 1228 году в мае тело хана было передано земле. Сам дворец повторял план дворца Хубилая в Даду и принадлежал правителю города (судя по всему, чингисиду), расположенного вокруг дворца, и округи. Окружающие Кондуйский дворец городские постройки были усадьбами родственников и придворных его хозяина, ремесленников.
Установлено что примерно в XV веке дворец сгорел во время крупного пожара.
В 1675 году русский посол в Китае Спафарий, проезжая к месту назначения через Даурию, записал в путевом дневнике: «А к югу от Нерчинска есть город великий, каменный со многими строениями, и палаты в нём каменные целы, и, говорят, что в том городе от мору люди все пропала…»
1805 год из развалин дворца казацким урядником С. Эповым на средства матери была построена церковь Святых Мучеников Кирика и Иулитты.

## В культуре
С Кондуйский дворцом связано множество легенд, объясняющих его происхождение. Наиболее яркой из которых является легенда о красавице Бальжит-кутум и хане Контое, любивших друг друга. Но против их любви была злая мачеха молодого хана, сама имевшая виды на пасынка. У этой истории трагический финал, многое в ней повторяет устоявшиеся мотивы и перекликается со знаменитыми сюжетами классической литературы, такими как «Ромео и Джульета», а также «Сказка о мертвой царевне».
С 2017 года на месте Кондуйского городища ежегодно проводится археологический фестиваль.

## В литературе
- Ф. И. Бальдауф поэма «Авван и Гайро»
- А. К. Кузнецов «Развалины Кондуйского городка и его окрестности»